# Расово (Болгария)
Расово (болг. Расово) — село в Болгарии. Находится в Монтанской области, входит в общину Медковец. Население составляет 1 214 человек.

## Политическая ситуация
В местном кметстве Расово, в состав которого входит Расово, должность кмета (старосты) исполняет Стефан Тодоров Копашев (Граждане за европейское развитие Болгарии (ГЕРБ)) по результатам выборов правления кметства.
Кмет (мэр) общины Медковец — Венцислав Евгениев Куткудейски (Болгарская социалистическая партия (БСП)) по результатам выборов в правление общины.